# Torri Edwards
Torri Mechelle Edwards (Fontana, 31 januari 1977) is een Amerikaanse sprintster, die is gespecialiseerd in de 100 m en de 200 m. Ze is drievoudig Amerikaans kampioene en tweemaal wereldkampioene (100 m en 4 x 100 m estafette).

## Biografie

### Olympische medaille
Met het Amerikaanse estafetteteam won ze in 2000 met haar teamgenotes Chryste Gaines, Nanceen Perry en Marion Jones op de 4 x 100 m estafette van de Olympische Spelen van Sydney een bronzen medaille in een tijd van 42,30 s. Ze eindigde hiermee achter de estafetteteams uit de Bahama's (goud; 41,95) en Jamaica (zilver; 42,13). Individueel werd ze op de 100 m met een tijd van 11,34 in de voorrondes uitgeschakeld en op de 200 m kwam ze met 23,06 niet verder dan de halve finale. Op 10 april 2008 besloot het IOC dat ze haar olympische bronzen plak moest inleveren, nadat Marion Jones bekende doping te hebben gebruik. Later werd dit ongedaan gemaakt door het een uitspraak van het CAS en hoefde alleen Marion Jones haar medaille in te leveren.

### Eerste titels
Het jaar 2003 begon Edwards succesvol door een gouden medaille te winnen op de 100 m en de 200 m bij de Amerikaanse kampioenschappen. Op het WK 2003 in Parijs zette ze dit succes voort door op beide onderdelen de wereldtitel in de wacht te slepen.

### Doping
Op 7 augustus 2004 werd Torri Edwards het gebruik van het verboden middel nikethamide voor twee jaar geschorst. Edwards had zich voor de Olympische Spelen van 2004 in Athene op de 100 m en de 200 m estafette gekwalificeerd, maar mocht wegens deze schorsing niet deelnemen. In november 2005 werd haar schorsing echter opgeheven door de IAAF.
In 2007 werd ze voor de tweede maal Amerikaans kampioene op de 100 m.
In 2008 was Edwards er op de Olympische Spelen weer wél bij. Op de 100 m individueel wist zij door te dringen tot de finale, waarin zij met 11,20 achtste werd. Op de 4 x 100 m estafette maakte ze deel uit van het Amerikaanse team, dat echter in haar serie vanwege een foutieve wissel werd gediskwalificeerd.

## Titels
- Wereldkampioene 100 m - 2003
- Wereldkampioene 4 x 100 m - 2007
- Amerikaans kampioene 100 m - 2003, 2007
- Amerikaans kampioene 200 m - 2003

## Persoonlijke records
Outdoor
| onderdeel | prestatie | datum  | plaats       |
| --------- | --------- | ------ | ------------ |
| 100 m     | 10,78     | Eugene | 28 juni 2008 |
| 200 m     | 22,28     | Rome   | 11 juli 2003 |

Indoor
| Onderdeel | Prestatie | Datum            | Plaats      |
| --------- | --------- | ---------------- | ----------- |
| 50 m      | 6,31 s    | 23 februari 2002 | Los Angeles |
| 60 m      | 7,10 s    | 26 februari 2006 | Boston      |

## Prestaties

### 60 m
- 2003:  WK indoor - 7,17 s
- 2004: 4e WK indoor - 7,16 s

### 100 m
Kampioenschappen
- 2000: 6e Grand Prix Finale - 11,54 s
- 2003:  WK - 10,93 s
- 2003:  WK indoor
- 2003:  Wereldatletiekfinale - 11,06 s
- 2006:  Wereldbeker - 11,19 s
- 2007: 4e WK - 11,05 s
- 2008: 8e OS - 11,20 s
- 2008: 5e Wereldatletiekfinale - 11,22 s

Golden League-podiumplekken
- 2002:  Weltklasse Zürich – 11,13 s
- 2002:  ISTAF – 11,20 s
- 2003:  Meeting Gaz de France – 11,16 s
- 2003:  Golden Gala – 11,05 s
- 2003:  ISTAF – 10,97 s
- 2003:  Memorial Van Damme – 10,98 s
- 2006:  Meeting Gaz de France – 11,06 s
- 2006:  Golden Gala – 11,09 s
- 2007:  Meeting Gaz de France – 11,17 s
- 2007:  Golden Gala – 11,03 s
- 2007:  Weltklasse Zürich – 11,22 s
- 2007:  Memorial Van Damme – 11,22 s

### 200 m
Kampioenschappen
- 2003:  WK - 22,47 s
- 2003:  Wereldatletiekfinale - 22,58 s
- 2007: 4e WK - 22,65 s

Golden League-podiumplekken
- 2003:  Golden Gala – 22,28 s
- 2007:  Memorial Van Damme – 22,81 s

### 4 x 100 m
- 2000:  OS - 42,20 s
- 2003:  WK - 41,83 s
- 2006: DSQ Wereldbeker
- 2007:  WK - 41,98 s
- 2008: DSQ OS

1983 Marlies Göhr ·
1987 Silke Gladisch ·
1991 Katrin Krabbe ·
1993 Gail Devers ·
1995 Gwen Torrence ·
1997 Marion Jones ·
1999 Marion Jones ·
2001 Zjanna Block ·
2003 Torri Edwards ·
2005 Lauryn Williams ·
2007 Veronica Campbell-Brown ·
2009 Shelly-Ann Fraser-Pryce ·
2011 Carmelita Jeter ·
2013 Shelly-Ann Fraser-Pryce ·
2015 Shelly-Ann Fraser-Pryce ·
2017 Tori Bowie ·
2019 Shelly-Ann Fraser-Pryce · 
2022 Shelly-Ann Fraser-Pryce · 
2023 Sha'Carri Richardson
1983 Gladisch, Koch, Auerswald, Göhr · 
1987 Brown, Williams, Griffith-Joyner, Marshall · 
1991 Duhaney, Cuthbert, McDonald, Ottey · 
1993 Bogoslovskaja, Maltsjoegina, Voronova, Privalova · 
1995 Mondie-Milner, Guidry-White, Gaines, Torrence · 
1997 Gaines, Jones, Miller, Devers · 
1999 Fynes, Sturrup, Davis-Thompson, Ferguson · 
2001 Paschke, G. Rockmeier, B. Rockmeier, Wagner · 
2003 Girard, Hurtis-Houairi, Félix, Arron · 
2005 Daigle, Lee, Barber, Williams · 
2007 Williams, Felix, Barber, Edwards · 
2009 Facey, Fraser, Bailey, Stewart · 
2011 Knight, Felix, Myers, Jeter · 
2013 Russell, Stewart, Calvert, Fraser-Pryce · 
2015 Campbell-Brown, Morrison, Thompson, Fraser-Pryce · 
2017 Brown, Felix, Akinosun, Bowie · 
2019 Whyte, Fraser-Pryce, Smith, Jackson · 
2022 Jefferson, Steiner, Prandini, Terry · 
2023 Davis, Terry, Thomas, Richardson